# Clay Matthews III
William Clay Matthews III (født 14. maj 1986 i Northridge, Californien) er en amerikansk NFL spiller, som i øjeblikket spiller for Los Angeles Rams. Han er søn af den tidligere NFL spiller Clay Matthews.

## Klubber
- 2009-2018: Green Bay Packers
- 2019-: Los Angeles Rams